# Ectobius erythronotus
Ectobius erythronotus är en kackerlacksart som beskrevs av Burr 1898. Ectobius erythronotus ingår i släktet Ectobius och familjen småkackerlackor.

## Underarter
Arten delas in i följande underarter:
- E. e. erythronotus
- E. e. ater
- E. e. nigricans